# Parosphromenus sumatranus
Parosphromenus sumatranus är en fiskart som beskrevs av Klausewitz, 1955. Parosphromenus sumatranus ingår i släktet Parosphromenus och familjen Osphronemidae. Inga underarter finns listade i Catalogue of Life.